# Takahashi Fumi

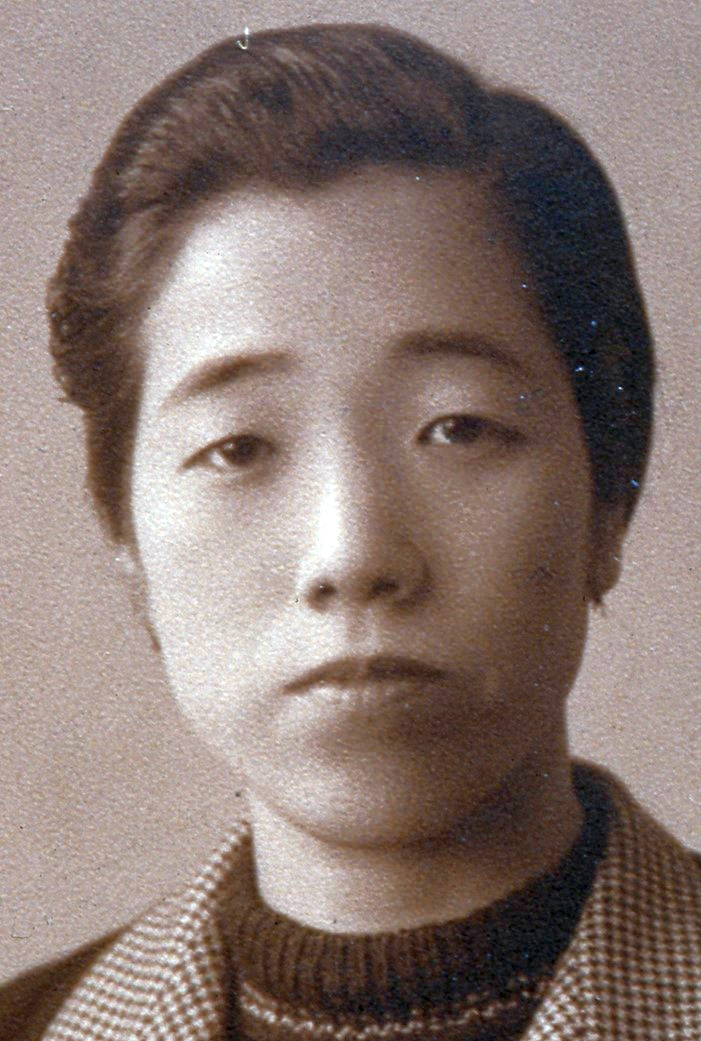
Fumi Takahashi, 1936

Takahashi Fumi (japanisch 高橋 ふみ; geboren 26. Juli 1901 in Nanatsuka (heute: Kahoku), Präfektur Ishikawa; gestorben 21. Juni 1945, ebenda) war eine japanische Philosophin und Hochschullehrerin. Sie hat Teile des philosophischen Werks ihres Onkels Nishida Kitarō ins Deutsche übersetzt.

## Leben und Wirken
Fumi wurde 1901 in Kizu in Nanatsuka geboren. Die Familie war wohlhabend, da Fumis Vater Yūtarō eine Seidenfabrik (Habutai) betrieb und Bürgermeister von Nanatsuka war. Fumis Mutter Sumi war die jüngere Schwester des Philosophen Nishida Kitarō, der den Grundstein für die Kyōto-Schule legte. Fumi war mithin die Nichte von Nishida.
Fumi besuchte eine gewöhnliche Grund- und Mittelschule in ihrer Heimatstadt und ging danach in die einzige Mädchenoberschule der Präfektur, in die „Erste Kanazawa Mädchenoberschule“. Danach begann sie eine Ausbildung im medizinischen Bereich, da es sich jedoch nicht um eine richtige Berufsschule handelte, überzeugte sie ihre Eltern davon, zuhause unterrichtet zu werden. Im April 1920 schrieb sie sich in die erst zwei Jahre zuvor gegründete Universität für Frauen Tokio ein. Schließlich ging Fumi 1926 an die Kaiserliche Universität Tōhoku und studierte Philosophie. Nachdem sie die Universität Anfang 1929 abgeschlossen hatte, unterrichtete sie zwei Jahre lang an der Lehrerinnenausbildungsanstalt der Präfektur Miyagi Englisch und Philosophie.
1931 zog sie erneut nach Tokio und unterrichtete an der Jiyū-Gakuen-Mädchenhochschule Ethik und Logik. Danach machte sich Fumi Ende März 1936 von Yokohama aus auf den Weg nach Deutschland. Im Mai in Berlin angekommen besuchte sie zunächst einen Deutschkurs und begann von November an Literatur und Philosophie zu studieren. Im April 1938 setzte sie ihr Studium an der Universität Freiburg u. a. bei Heidegger fort. Im November 1939 erkrankte sie an Tuberkulose, kehrte jedoch ohne ärztliche Behandlung nach Japan zurück. In Japan wurde sie dann behandelt und unterrichtete 1942 an der Kanazawa Mädchenoberschule, die sie in ihrer Schulzeit selbst besucht hatte. Von 1943 an unterrichtete sie an der Frauenuniversität in Tokio, bis sie 1945 erneut an Tuberkulose erkrankte und im Juni 1945 im Alter von 43 Jahren zuhause in Kizu starb.

## Rezeption
“She [Fumi] asserts that the feudal-like power relationship of men and women is latently characterized by male convenience and female obsequiousness. I would like to draw attention to Takahashi’s foresight in this presentation, as she recognized that there existed a attitude of honor men-despise women (男尊女卑) in the mental structure of both women and men.”

## Werke
- 1925 Puraton no idea ni tsuite paidon o chūshin to shitaru (プラトンのイデアに就いて―パイドンを中心としたる) (Abschlussarbeit über Platons Ideenlehre an der Frauenuniversität Tokio)[1]
- 1930 Cohen no taikeiteki bigaku yori mitaru Chehofu no oji wānya (Cohenの体系的美学より見たるチェホフの『伯父ワーニャ』, etwa: Tschechows Onkel Wanja von der systematischen Ästhetik Cohens aus betrachtet)
- 1934 Supinoza ni okeru kobutsu no ninshiki ni tsuite (スピノザに於ける個物の認識に就て, etwa: Über individuelle Erkenntnis bei Spinoza), In: Bunka (『文化』) Bd. 1, Nr. 5, hrsg. vom Fachbereich Literatur der Kaiserlichen Universität Tōhoku (東北帝国大学文科会編)

### Übersetzungen
- 1934 Nishida Kitarō „Kultur-Formen des Altertums im Osten und Westen vom metaphysischen Standort aus gesehen“[4]
- 1938 Kōchi Doi Toson no wakanashū (藤村の若葉集) Übersetzt von Fumi Takahashi. In: Nippon, 4, Heft 2.[1]
- 1940 Nishida Kitarō „Die Einheit des Wahren, des Schönen und des Guten“. Übersetzt von Fumi Takahashi, durchgesehen von Oscar Benl. In: Journal of the Sendai International Cultural Society, S. 116–166